# Messing
Messing – wieś w Anglii, w Esseksie. W 1931 wieś liczyła 929 mieszkańców. Messing jest wspomniana w Domesday Book (1086) jako Metcinges.